# Lubjaahju
Lubjaahju (est. Lubjaahju järv) – jezioro w Estonii, w prowincji Valgamaa, w gminie Otepää. Położone jest na północ od wsi Koigu. Ma powierzchnię 1,2 ha, linię brzegową o długości 388 m, długość 520 m i szerokość 115 m. Należy do pojezierza Kooraste (est. Kooraste järved). Sąsiaduje z jeziorami Sinikejärv, Liinu. Przepływa przez nie rzeka Pühäjõgi.